# Anochetus kempfi
Anochetus kempfi é uma espécie de formiga do gênero Anochetus, pertencente à subfamília Ponerinae.